# Synodontis macrostoma
Synodontis macrostoma är en fiskart som beskrevs av Skelton och White, 1990. Synodontis macrostoma ingår i släktet Synodontis och familjen Mochokidae. IUCN kategoriserar arten globalt som livskraftig. Inga underarter finns listade i Catalogue of Life.